# SP-123
A Rodovia Floriano Rodrigues Pinheiro (SP-123) é uma rodovia transversal do estado de São Paulo, administrada pelo Departamento de Estradas de Rodagem do Estado de São Paulo (DER-SP).

## Denominações
Recebe as seguintes denominações em seu trajeto:
Nome:	Floriano Rodrigues Pinheiro, Rodovia
- De - até:	Rodovia Presidente Dutra (Taubaté) - Campos do Jordão
- Legislação:	LEI 3.390 DE 16/06/82

## Descrição
A rodovia tem seu início no final da Rodovia Governador Carvalho Pinto e Rodovia Presidente Dutra, no município de Taubaté e termina na cidade de Campos do Jordão, perfazendo 46 km.
Faz Parte da BR-383, Que Liga Conselheiro Lafaierte em Minas Gerais a Ubatuba no Estado de São Paulo.
Trata-se de uma rodovia de pista simples, com uma faixa de rolamento em cada sentido, com exceção do trecho de serra, no qual existem duas faixas (3ª faixa) para o percurso ascendente. A aproximadamente 1000m de altitude, existe um túnel, com uma curva e com pouco mais de 200m de comprimento.
Essa rodovia se caracteriza pela grande ascensão altimétrica em poucos quilômetros: em apenas 19 km a altitude varia entre 630m e 1600m. No percurso ascendente, em direção a Campos do Jordão existem marcos altimétricos a cada 100m de altitude, a partir de 800m.
No meio do percurso existem três acessos: O primeiro, no km 17 sentido Campos do Jordão, que leva ao município de Tremembé, mais conhecido como Trevo do Motel, o segundo, ainda no Vale do Paraíba, pela SP-132, que leva ao município de Pindamonhangaba e outro, já na Serra da Mantiqueira, ligando ao município de Santo Antônio do Pinhal, pela SP-46, rodovia qual é acessada pelo viaduto prefeito Geraldo Souza Dias, e restringe veículos com mais de três eixos
A rodovia corre junto em boa parte de seu percurso à Estrada de Ferro Campos do Jordão, que passa sobre o leito rodoviário através de alguns viadutos.
Em 2018, foi interditada em Campos do Jordão, pela concessionária, para obras de restauração em um viaduto. A justiça, no entanto, concedeu liminar à Prefeitura daquele município para que seu tráfego fosse novamente liberado.
Principais pontos de passagem: BR-116 (Taubaté) - Piracuama - Campos do Jordão (DER/DNER)

## Características

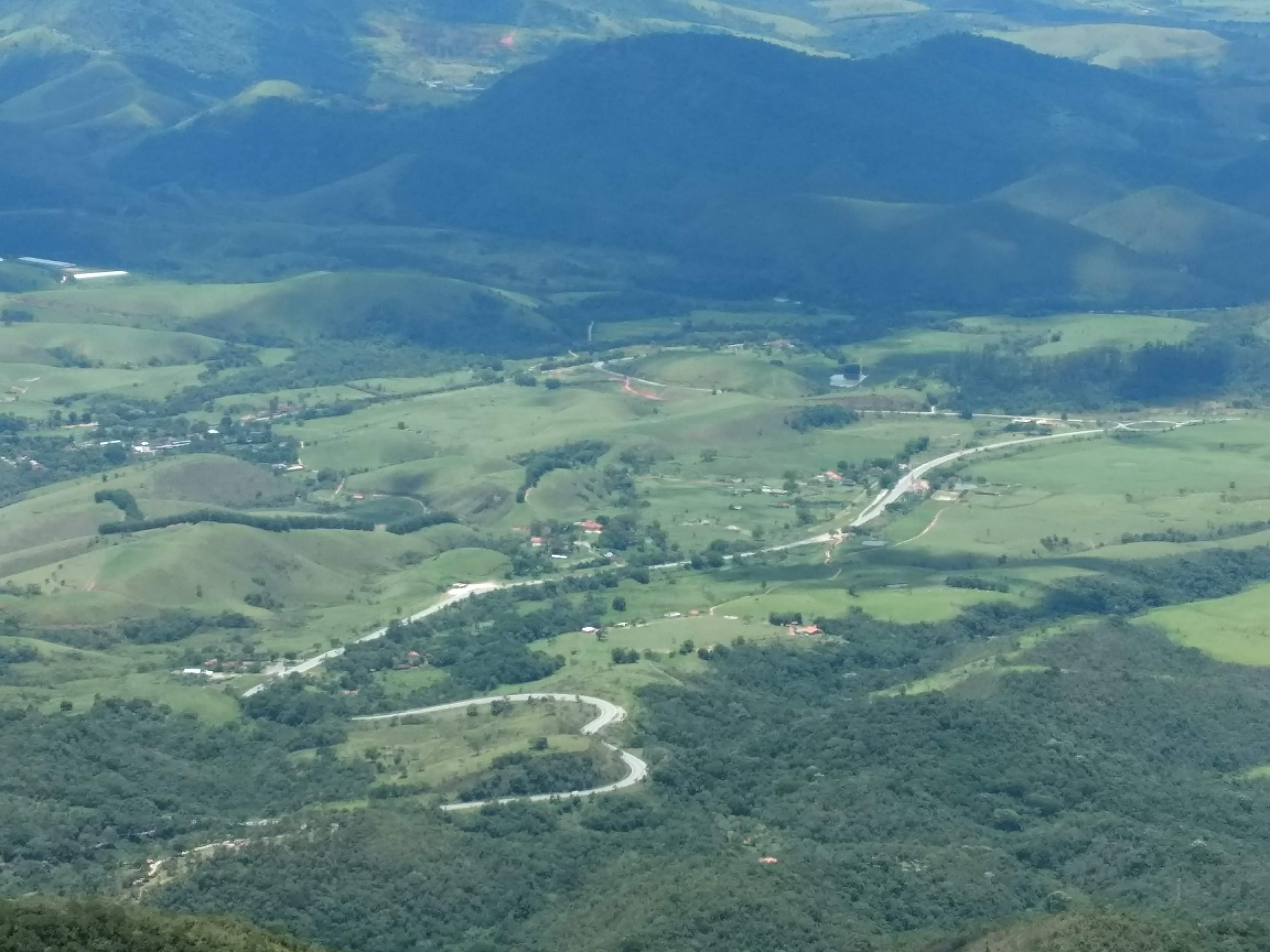
Trecho da SP-123 visto do alto do Pico Agudo em Santo Antônio do Pinhal.

### Extensão
- Km Inicial: 0,000
- Km Final: 46,300

### Localidades atendidas
- Taubaté
- Quiririm
- Tremembé
- Pindamonhangaba
- Santo Antônio do Pinhal
- Campos do Jordão